# Cerro Cedral
El Cerro Cedral es la segunda montaña más alta de la Cerros de Escazú, Costa Rica, con 2.420 m (7.940 pies). El cerro lleva ese nombre en honor al "cedro del bosque, refiriéndose a una especie de árbol en peligro de extinción localmente llamada como Cedro Dulce, que se produce allí.
Esta montaña marca el límite sur de Escazú. El río Agres se eleva desde el Cerro Cedral.

## Accidentes aéreos
El 7 de octubre de 1940 un Curtiss Travel Air operado por Taca colisiono contra el Cerro Cedral, el piloto y cinco pasajeros fallecieron en el accidente.
https://www.facebook.com/RAARCR/posts/598809686972093:0 (enlace roto disponible en Internet Archive; véase el historial, la primera versión y la última).
El 26 de noviembre de 1946 un avión DC-3 fabricado en los Estados Unidos (RX-76) de Lacsa arrendado a Copa Airlines colisiono contra el Cerro Cedral, ambos pilotos y 21 pasajeros fallecieron producto del impacto.
https://www.facebook.com/RAARCR/posts/598221923697536:0
El 15 de enero de 1990, un vuelo de Sansa Airlines se estrelló en el Cerro Cedral, murieron las 23 personas a bordo. La aeronave era un Aviocar CASA C-212 de fabricación española. Luego de la investigación se determinó que la fatiga excesiva de los pilotos ocasionada por las largas jornadas laborales contribuyeron a que se diera el accidente.
https://www.facebook.com/RAARCR/posts/612546995598362 (enlace roto disponible en Internet Archive; véase el historial, la primera versión y la última).
https://aviation-safety.net/database/record.php?id=19900115-0
https://web.archive.org/web/20161102051244/http://www.teletica.com/Noticias/18302-Archivos-7D-El-caso-del-vuelo-32.note.aspx
http://wvw.nacion.com/ln_ee/1995/junio/11/pagina04.html